# آبشار زردلیمه
آبشار زردلیمه از مکان‌های دیدنی استان چهارمحال و بختیاری است که ۸۰ کیلومتر با مرکز استان، شهرکرد فاصله دارد. این آبشار زیبا در شهرستان اردل و در بین کوه‌های زاگرس، انتهای دره لیمه واقع شده و رودخانه بازفت از کنار آن عبور می‌کند.
آبشار زرد لیمه جزو بزرگ‌ترین و عریض‌ترین آبشارهای ایران با عرض ۶۵ و ارتفاع ۴۰ متر است.

## مسیر دسترسی
مسیر دسترسی به آبشار زرد لیمه راحت نیست. برای دسترسی به آبشار، باید از صخره‌ها بالا بروید و راهی پر پیچ و خم را پیمایید. صعب‌العبور بودن مسیر دسترسی به آبشار، یکی از علت‌های بکر ماندن این منطقه است.